# Ледовських Олена Володимирівна
Олена Володимирівна Ледовських (нар. 6 квітня 1960, м. Чарджоу, Туркменістан) — український політик, Народний депутат України 7-го та 8-го скликань.

## Життєпис
Закінчила Київський державний університет, «Філологія» (1982).
Голова правління ГО «Кияни — за реформи». Була заступником керівника виконкому Київської міської організації «Нашої України» і депутатом Київради. Близька соратниця Миколи Мартиненка. До 2006 року працювала керівником структури ЗАТ «Бринкфорд», яка належала Давиду Жванії.
Перший заступник голови Комітету Верховної Ради з питань державного будівництва, регіональної політики та місцевого самоврядування.